# NGC 572
NGC 572 é uma galáxia lenticular (SB0) localizada na direcção da constelação de Sculptor. Possui uma declinação de -39° 18' 26" e uma ascensão recta de 1 horas, 28 minutos e 36,4 segundos.
A galáxia NGC 572 foi descoberta em 4 de Setembro de 1834 por John Herschel.